# Il fantasma dell'Opera
Il fantasma dell'opera és una pel·lícula de terror italiana del 1998 dirigida per Dario Argento, adaptada de la novel·la de 1910 El fantasma de l'Òpera de Gaston Leroux. No s'ha de confondre amb la pel·lícula de 1987 Opera (o Terror a l'òpera), també dirigida per Dario Argento.

## Argument
El 1877 a París, una manada de rates va salvar un nadó abandonat d'una cistella que fluïa al llarg d'un riu. El crien al metro de l'Òpera de París. Aquest nen es converteix en el fantasma de l'òpera, un misàntrop que mata a qualsevol que s'aventuri a les seves cambres subterrànies, de la mateixa manera que les rates són assassinades sempre que s'aventuren a la terra. El Fantasma s'enamora de la jove cantant d'òpera Christine Daaé mentre canta sola a l'escenari una nit. Ell apareix davant d'ella i li diu que la seva veu omple el seu cor de llum. Després de marxar, ell li parla amb telepatia, i els dos inicien una relació romàntica.
L'aristocràtic Baró Raoul De Chagny també s'ha enamorat de Christine, encara que al principi Christine li ofereix només una relació platònica. Més tard, rumia que pot estar enamorada dels dos homes. Una nit, el Fantasma la crida i ella baixa al seu cau a través d'un llac subterrani en un vaixell. En arribar, el troba tocant un orgue i ell li diu que canti per a ell. Christine canta la mateixa cançó que la va sentir cantar quan la va veure per primera vegada a l'escenari. Després de fer l'amor al seu llit, el Fantasma li revela el seu passat. Ell li diu que es quedi al cau mentre ell va a assegurar-li el paper de Julieta, però ella es nega a quedar-se sola, fent que s'escapi. La Christine s'enfada amb ell, i quan se'n va al vaixell, crida que l'odia.
El Fantasma amenaça Carlotta, la diva mimada del programa, de no cantar, però ella ignora l'advertència. Durant la seva actuació com a Julieta, el fantasma fa caure l'aranya, ferint molts membres del públic. Quan torna a Christine, ella rebutja el paper que li ha assegurat. S'enfada i la viola. Després que Christine es desperti, és testimoni del fantasma cobert de les seves rates i les acaricia. Mentre ell juga amb les rates, ella s'escapa al vaixell. Fugig als braços de Raoul, i pugen al terrat, on es confessen el seu amor. El Fantasma mira i trenca a plorar quan els veu besar-se.
La nit següent, Christine canta com a Julieta, però el Fantasma baixa a l'escenari i ella es desmaia als seus braços. Raoul i la policia els persegueixen. El fantasma torna a portar a Christine a sota i la posa a la terra. Quan ella es desperta, ell li diu que és seva i que romandran sols junts fins a la mort. Ella li colpeja la cara amb una pedra i demana ajuda a Raoul, però es penedeix a l'instant de les seves accions i els seus sentiments pel fantasma tornen. Apareix Raoul i dispara al fantasma a l'estómac amb un rifle. La Christine crida i plora pel fantasma, sorprenent en Raoul.
Tot i ferit de mort, la principal preocupació del fantasma es converteix en la seguretat de Christine, ja que tem que la policia la mati ara que saben que està amb ell. El Fantasma els condueix al llac. Raoul i Christine pugen al vaixell, però el fantasma es queda al moll i allunya el vaixell. Li diu a Raoul que surti de la cova i que surti cap al riu. Raoul ho fa, ignorant els crits i les objeccions de Christine. El fantasma lluita contra la policia, però rep un tret diverses vegades. Se sent Christine cridant-lo "el meu amor" i crida el seu nom abans de ser apunyalat per l'esquena, després caure al llac i morir. Les rates miren amb tristesa com el seu cos s'ofega i Christine plora amb el cor trencat.

## Repartiment
- Julian Sands com a The Phantom of the Opera
- Asia Argento com a Christine Daaé
- Andrea Di Stefano com a Raoul, baró de Chagny
- Nadia Rinaldi com a Carlotta Altieri
- Coralina Cataldi-Tassoni com a Honorine
- István Bubik com a el caçador de rates
- Lucia Guzzardi com a Madame Giry
- Aldo Massasso com a Pourdieu
- Zoltan Barabas com a Poligny
- Gianni Franco com a Montluc
- David D'Ingeo com Alfred
- Kitty Keri com a Paulette
- John Pedeferri com el Dr. Princard
- Leonardo Treviglio com Jerome De Chagny
- Massimo Sarchielli com a Joseph Buquet

## Recepció crítica
La resposta de la crítica a la pel·lícula va ser negativa. Variety la va anomenar "un kitschfest gòtic que no deixa cap excés inexplorat", escrivint "cap dels teus desinfectats Andrew Lloyd Webber tractat aqusí, sinó un munt d'esquinçaments de cossets, romanticisme exuberant, gore i bromes amb rates, tot això hauria de fer pessigolles als devots incondicionals del director. Però la trama maldestra del guió, el seu diàleg sovint involuntàriament hilarant i una actuació terriblement dolenta fan que la foto ja àmpliament venuda probablement funcioni millor com a entrada de vídeo atractiu per als fanàtics irreverents del gènere." Slant Magazine la va anomenar "un fracàs desafortunat que podria passar per una pel·lícula B de segona categoria que va ser directament en vídeo. Després de les promeses incomplertes de Trauma i La sindrome di Stendhal, El fantasma de l'òpera semblava indicar la desaparició d'un gran auteur."
A Rotten Tomatoes, la pel·lícula té una puntuació d'aprovació del 10% basada en les ressenyes de 10 crítics.

## Banda sonora
La partitura va ser composta per Ennio Morricone i va incloure l'"Air des clochettes" de l'òpera Lakmé de Léo Delibes i l'obertura de Faust de Charles Gounod.